# Matěj Klíma
Matěj Klíma (Ivančice, 24 de marzo de 1999) es un jugador de balonmano checo que juega de lateral izquierdo en el SC DHfK Leipzig. Es internacional con la selección de balonmano de la República Checa.
Su primer gran campeonato con la selección fue el Campeonato Europeo de Balonmano Masculino de 2020.

## Palmarés

### Dukla Praga
- Liga de balonmano de la República Checa (1): 2017

## Clubes
| Club             | País            | Año         |
| ---------------- | --------------- | ----------- |
| HC Dukla Praga   | República Checa | 2016 - 2021 |
| Lübeck-Schwartau | Alemania        | 2021 - 2023 |
| SC DHfK Leipzig  | Alemania        | 2023 - Act. |